# Новотроїцька волость
Новотроїцька волость — історична адміністративно-територіальна одиниця Маріупольського повіту Катеринославської губернії із центром у селі Новотроїцьке.
Утворена на початку 1910-тих років виокремленням із Миколаївської волості.